# كواكب (غيزانية)
كواكب (بالفارسية: کواکب) هي قرية وتقع في إيران في قسم غيزانية الريفي.